# CJK

Korejsko-čínské znaky v Číně a Japonsku jsou odvozeny od starověkých čínských znaků; zleva doprava: japonština, vietnamština, korejština, zjednodušená čínština a tradiční čínština

CJK je zkratka používaná při internacionalizaci a lokalizaci pro východoasijské jazyky čínštinu, japonštinu a korejštinu, které pro svůj zápis používají písmo obsahující čínské znaky nebo písmo z čínských znaků vycházející. Výjimečně se tato skupina rozšiřuje i o vietnamštinu a označuje se CJKV, protože v minulosti vietnamština také používala čínské znaky.
Čínské znaky se v čínštině nazývají Chan-c' (漢字, 汉字 , v Pchin-jin Hànzì), v japonštině Kandži (漢字), v korejštině Hanča (한자) a ve vietnamštině chữ Hán.

## Repertoár znaků

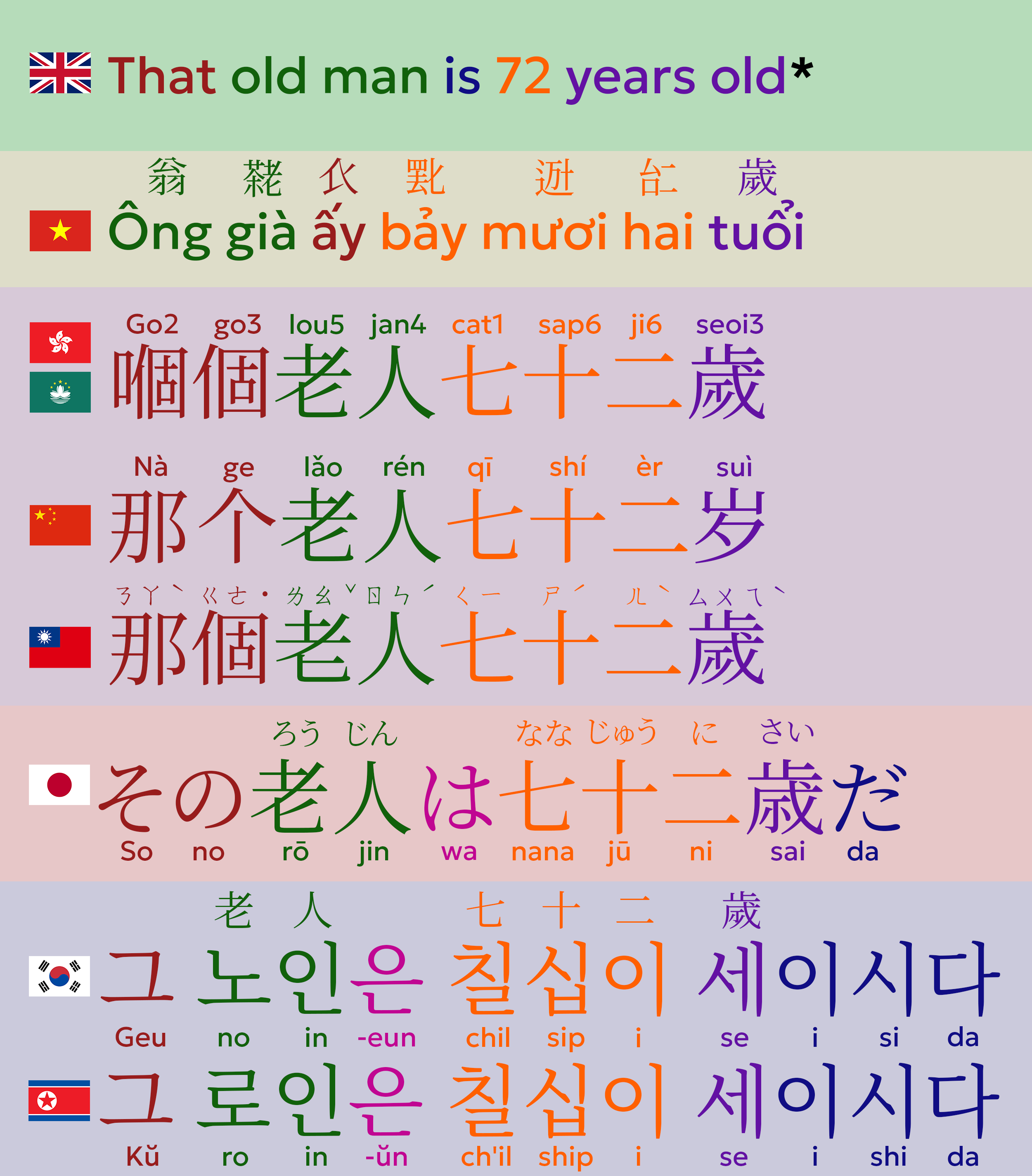
Zápis věty „Tomu starci je 72 let.“ v angličtině a v hlavních jazycích používajících čínské znaky: ve vietnamštině, kantonštině, standardní čínštině (mandarínštině) (s použitím zjednodušených a tradičních znaků), japonštině a korejštině (s rozdílnou výslovností v jiho- a severokorejštině).

Čínština používá téměř výhradně čínské znaky a vyžaduje přibližně 4000 znaků pro obecnou gramotnost a přibližně 40000 znaků pro dobré pokrytí jazyka. Pro japonštinu stačí méně znaků; pro základní dorozumění jich postačuje asi 2000. V korejštině je použití čínských znaků stále řidší, i když používání čínských znaků ve vlastních jménech vyžaduje znalost (a tedy i dostupnost) mnoha znaků.
Další písma používaná pro tyto jazyky, jako například Ču-jin fu-chao (bopomofo) a pchin-jin pro čínštinu používající zápis latinkou, hiragana a katakana pro japonštinu a hangul pro korejštinu, nejsou striktně "CJK znaky", ačkoli CJK znakové sady je téměř vždy zahrnují jako nezbytné pro plné pokrytí cílových jazyků.
Do začátku 20. století byla klasická čínština psaný jazyk vládních úřadů a učenců ve Vietnamu. Oblíbená literatura ve vietnamštině byla psána v písmu chữ Nôm, které přizpůsobilo slovosled místnímu jazyku a rozšířilo čínské znaky tak, aby pro nepřebraná slova naznačovali vietnamskou, nikoli čínskou výslovnost. Na rozdíl od kandži či současných čínských znaků, které byly po 2. Sv. Válce zjednodušeny, si hanča i chữ Hán zachovaly svůj původní vzhled. Na konci 20. let 20. století byla obě písma nahrazena vietnamskou abecedou vycházející z latinky.
Pravděpodobně první průzkum kódovacích systémů CJK provedl sinolog Carl Leban (1971).

## Kódování
Počet znaků požadovaných pro úplné pokrytí libovolného z těchto jazyků je zcela mimo možnosti osmibitového (jednobytového) kódování, které poskytuje 256 znaků. 16bitová kódování s pevnou šířkou, jako například Unicode do verze 2.0, splňují základní potřeby, ale pro plné pokrytí je třeba ještě větší repertoár znaků. Čínské vládní úřady požadují, aby software v Číně podporoval znakovou sadu GB18030. Unicode 5.0 obsahuje přibližně 70000 Han znaků.
Přestože se znakové sady CJK kódování překrývají, kódování pro ně vyvinutá jednotlivými vládami a softwarovými společnostmi byla často vzájemně nekompatibilní. Unicode se přes určité kontroverze pokouší znakové sady unifikovat procesem nazývaným Han unifikace.
Znakové kódy CJK musí obsahovat minimálně Han znaky a znaky fonetických písem jednotlivých jazyků, Pchin-jin, Ču-jin fu-chao (bopomofo), hiragana, katakana a hangul.
Ke znakovým kódům CJK patří:
- Big5
- EUC-JP
- EUC-KR
- GB18030 (povinný standard v Čínské lidové republice)
- GB2312 (podmnožina a předchůdce GB18030)
- ISO 2022-JP
- KS C 5861
- Shift-JIS
- Unicode

Znakové sady CJK zabírají velkou část přiřazeného kódového prostoru Unicode. Panují mnohé kontroverze mezi japonskými odborníky na čínské znaky o potřebě a technickém přínosu procesu Han unifikace používané pro namapování více čínských a japonských znakových sad do jediné množiny jednotných znaků.
Všechny tyto jazyky lze zapisovat vodorovně i svisle, ale při diskusích problému jejich kódování se obvykle považují za písma psaná zleva doprava.

## Právní status
Ken Lunde uvádí, že v roce 1996 byla zkratka „CJK“ registrovaná ochranná známka knihovnického konsorcia Research Libraries Group (které se sloučilo s OCLC v roce 2006). Server Justia uvádí, že ochrannou známku vlastnila OCLC v letech 1987 až 2009, a že nyní je prošlá.